# Beli Osym
Beli Osym (bułg. Бели Осъм) – wieś w północnej Bułgarii, w obwodzie Łowecz, w gminie Trojan.